# 14678 Pinney
14678 Pinney è un asteroide della fascia principale. Scoperto nel 1999, presenta un'orbita caratterizzata da un semiasse maggiore pari a 2,4249208 UA e da un'eccentricità di 0,1920559, inclinata di 1,86404° rispetto all'eclittica.